# Эбервейн, Александр Бартоломеус
Александр Бартоломеус Эбервейн (Эбервайн, нем. Alexander Bartholomäus Eberwein; 22 января 1751, Вайсензе — 30 мая 1811, Веймар) — немецкий музыкант. Брат Иоганна Кристиана Эбервейна.
Родился в семье Иоганна Кристофа Эбервейна (1728—1776), городского музыканта в Вайсензе. Уже в 1772 году получил должность городского музыканта. Руководил ансамблем, обеспечивавшим музыкальное сопровождение герцогских придворных охот, а также предоставлявшим ряд музыкантов (фагот, тромбон, литавры) для выступлений придворного оркестра. Во главе ансамбля принимал участие в постановках Веймарского придворного театра, которые проходили с 1791 года под руководством Иоганна Вольфганга Гёте, сочинял музыку к спектаклям по пьесам Гёте, Фридриха Шиллера и др. Около 1800 года основал серию концертов в городском парке — так называемом Романском саду (нем. Welscher Garten), положивших начало публичным музыкальным программам в Веймаре. Курировал музыкальное образование в городе.
Сыновья Александра Бартоломеуса — Максимилиан Эбервейн и Карл Эбервейн.